# Siglo de la humillación

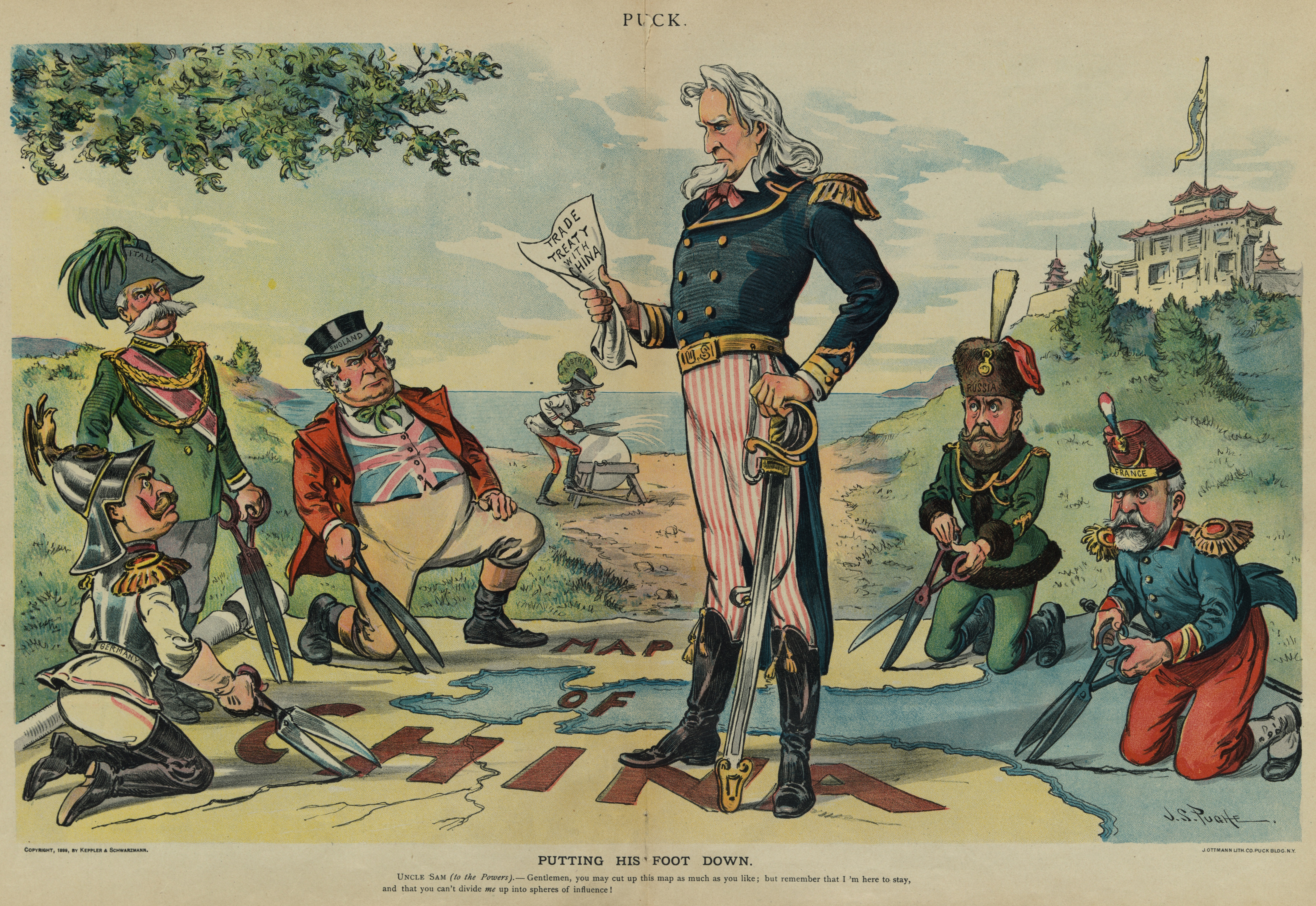
Caricatura de 1899 en donde el Tío Sam, representación alegórica de Estados Unidos, se encuentra en un gran mapa de China que está siendo cortado por Alemania, Italia, Gran Bretaña, Rusia y Francia (Austria está en el fondo afilando las tijeras). El Tío Sam se aferra al "tratado comercial con China" y dice: "Caballeros, pueden cortar este mapa tanto como quieran, pero recuerden que estoy aquí para quedarme y que no pueden dividirme en esferas de influencia".

El siglo de humillación (en chino tradicional: 百年國恥; chino simplificado: 百年国耻; pinyin: bǎinián guóchǐ), también conocido como los cien años de humillación nacional, es como se conoce en China al período de intervención e imperialismo de las potencias occidentales, Rusia y Japón en el país entre 1839 y 1949.
El término surgió en 1915, en la atmósfera del creciente nacionalismo chino que se oponía a las veintiuna exigencias hechas por el Gobierno japonés y su aceptación por Yuan Shikai, con el Kuomintang y el Partido Comunista de China popularizando posteriormente la caracterización.

## Historia

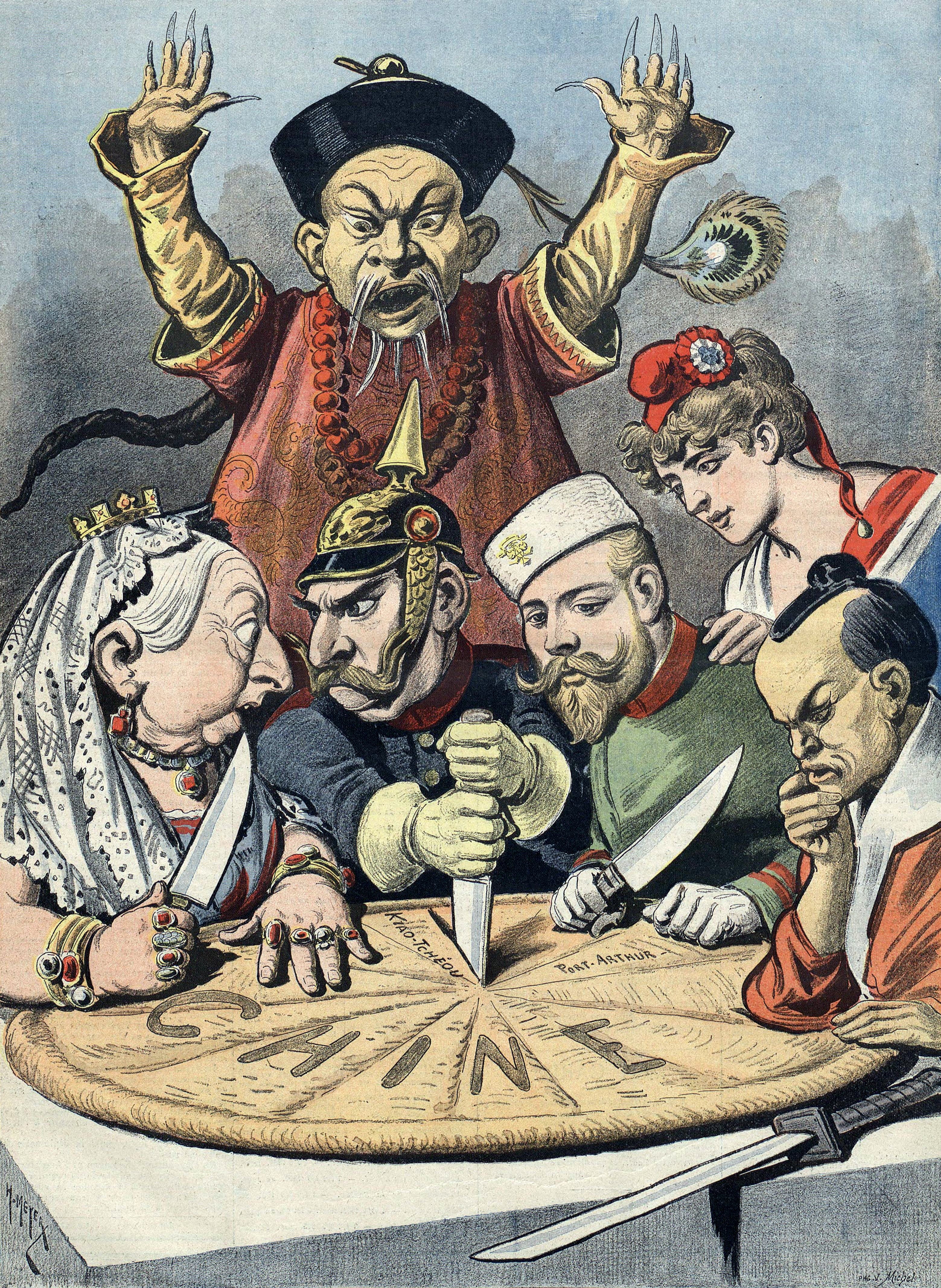
«En Chine — Le gâteau des Rois et... des Empereurs» [En China: el roscón de Reyes y... de los Emperadores]. Caricatura política de Henri Meyer, publicada en Le Petit Journal (1898), que relaciona la expresión «gâteau des Rois» ('roscón de Reyes') con las ambiciones imperialistas de los monarcas europeos en China, a la que deseaban «hincar el diente». Así, esta aparece representada por el postre, a cuya división proceden (de izquierda a derecha) la reina Victoria, el káiser Guillermo II, el zar Nicolás II, Marianne y un samurái. Guillermo riñe con Victoria por un trozo mientras clava su cuchillo en el pastel, metáfora de las tensiones entre la agresiva política exterior alemana y la hegemonía colonial británica. Marianne se mantiene al margen, si bien próxima al zar, como recuerdo de la alianza franco-rusa; Nicolás observa un pedazo concreto, probablemente en alusión a sus intereses en Manchuria y Corea. Estos desencadenarían sucesivos conflictos con el Japón Meiji, personificado en el samurái que, paciente y calculador, busca aprovechar la debilidad china para consolidar el naciente imperio. Al fondo, un oficial del Estado chino trata de detenerlos, pero sin éxito, en consonancia con el declive de la dinastía Qing, el «hombre enfermo» (病夫) de Asia.

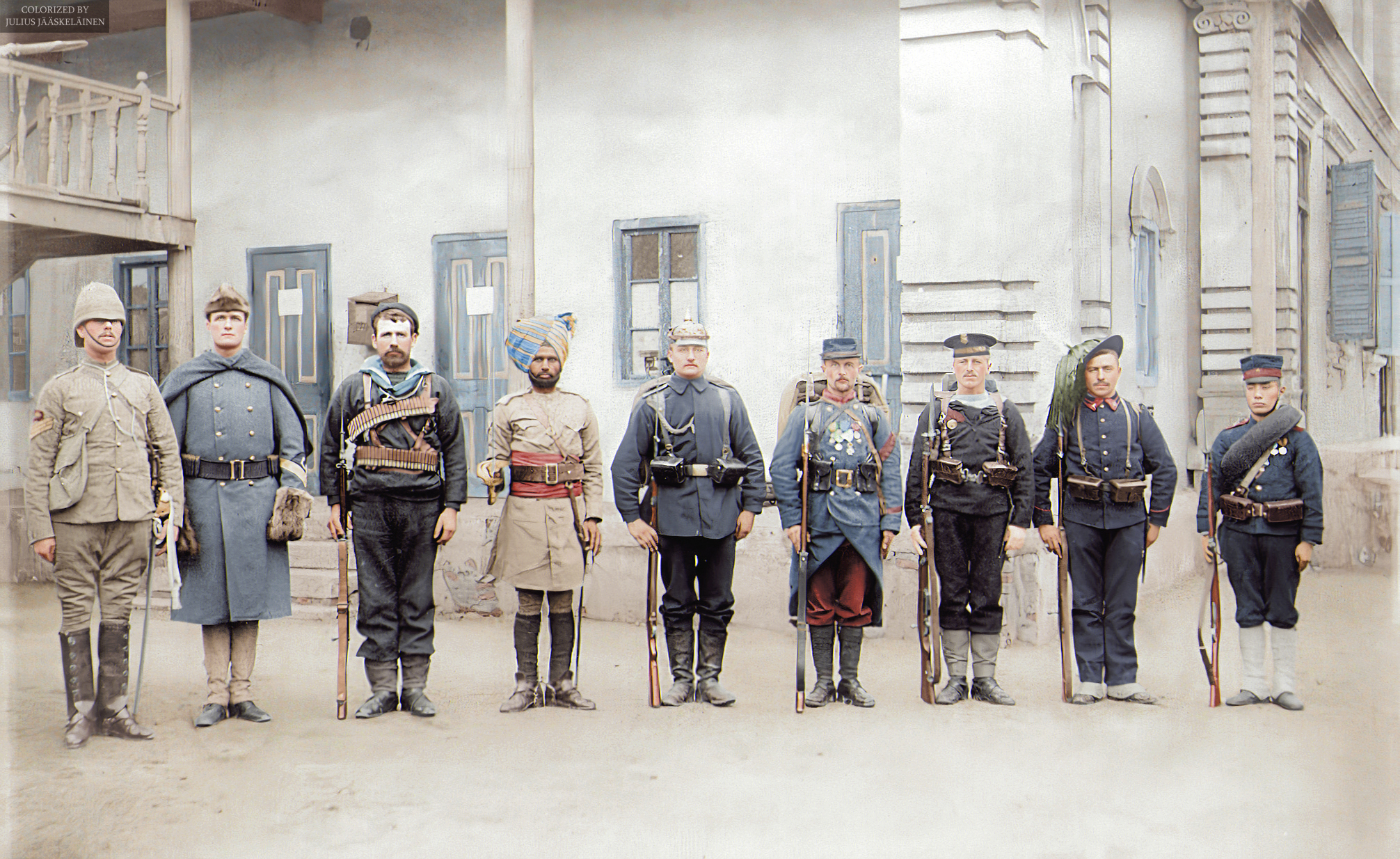
Soldados de la Alianza de las Ocho Naciones, Tianjin, año 1900.

El comienzo del siglo de humillación se remonta a mediados del siglo xix, en vísperas de la primera guerra del Opio en medio de la adicción al opio generalizada y el desmoronamiento político del Imperio Qing que siguió.
Los principales eventos citados como parte del Siglo de la Humillación incluyen la derrota en la primera guerra del Opio (1839-1842) ante el Reino Unido, los tratados desiguales, la rebelión Taiping (1850-1864), la derrota en la segunda guerra del Opio (1856-1860) con el saqueo del Antiguo Palacio de Verano por fuerzas británicas y francesas, la guerra franco-china (1884-1885), la derrota en la primera guerra sino-japonesa (1894-1895) ante Japón, el levantamiento de los bóxers y su subsiguiente represión por una coalición militar internacional (1899-1901), las Veintiuna Exigencias de Japón (1915), la invasión japonesa de Manchuria (1931-1932) y la segunda guerra sino-japonesa (1937-1945).
En este período, China sufrió una gran fragmentación interna, perdió casi todas las guerras que libró, y a menudo se vio obligada a otorgar grandes concesiones a las grandes potencias en los tratados posteriores. En muchos casos, China se vio obligada a pagar grandes cantidades de reparaciones, abrir puertos para el comercio, arrendar o ceder territorios (como Manchuria Exterior y partes del noroeste de China al Imperio ruso, la bahía de Jiaozhou a Alemania, Hong Kong al Reino Unido, Zhanjiang a Francia y Taiwán y Kwantung a Japón) y hacer otras concesiones de soberanía a las «esferas de influencia» extranjeras, luego de las derrotas militares. 
Cuándo o si el siglo ha terminado ha estado abierto a diferentes interpretaciones. Chiang Kai-shek como declaró el fin del siglo de humillación después de la Segunda Guerra Mundial, con Chiang promoviendo su resistencia en tiempos de guerra al dominio japonés y el lugar de China entre los Cuatro Grandes aliados victoriosos en 1945, mientras que Mao Zedong lo declaró con el establecimiento de la República Popular de China en 1949. El Reino Unido y los Estados Unidos abandonaron la jurisdicción extraterritorial en 1943. Chiang Kai-shek obligó a los franceses a entregar todas sus concesiones al control de China después de la Segunda Guerra Mundial.
El fin de siglo se declaró de manera similar en la repulsión de las fuerzas de la ONU en la Guerra de Corea, la devolución de Hong Kong en 1997, la devolución de Macao en 1999 e incluso la organización de los Juegos Olímpicos de 2008 en Beijing.

## Implicaciones
El uso del Siglo de Humillación en la historiografía del Partido Comunista Chino y el nacionalismo chino moderno, con su enfoque en la «soberanía e integridad del territorio [chino]», ha sido invocado en incidentes tales como el bombardeo estadounidense de la embajada china de Belgrado, el incidente de la isla de Hainan (incidente militar de 2001 causado por una colisión entre un avión militar estadounidense y un avión militar chino) y las protestas por la independencia tibetana a lo largo del viaje de la antorcha de los Juegos Olímpicos de Beijing 2008. Algunos analistas han señalado su uso para desviar las críticas extranjeras sobre los abusos de los derechos humanos en China y la atención interna por cuestiones de corrupción, al tiempo que refuerzan sus reclamos territoriales y su ascenso económico y político general.